# Operalia
Az Operalia egy nonprofit szervezet, melyet párizsi székhellyel a spanyol Plácido Domingo alapított 1993-ban azért, hogy új tehetségeket fedezzen fel az operaéneklés számára, illetve ugródeszkát és iránymutatást adjon művészi pályájuk további alakításához. Ez a verseny indította el pályáján Brian Asawát, José Curát, Joyce DiDonatót, Elizabeth Futralt és Ana María Martínezt.

## Feltételek és a verseny
Az énekversenyen részt vehet minden 18 és 30 év közötti énekes, bármilyen hangfajban. A kiválasztott jelöltek utazási és szállásköltségét a vendéglátó város állja. A versenyzők négy áriát adnak elő a saját nyelvükön, s választható jelleggel egy-két művet a zarzuelaária műfajából. A világ vezető operaházainak igazgatóiból álló zsűri, amelynek szavazati jog nélküli elnöke, Plácido Domingo nemcsak a versenyzők hangját és énektechnikáját, hanem előadói képességét, drámai erejét és színpadi megjelenését is értékeli. A 40 énekes fele kiesik az első körben. A második körből már csak tíz énekes lép a következőbe. Hasonlóképpen csak az énekesek fele jut tovább a harmadik körből, miközben a végső körben csak öt résztvevő énekelhet. A döntő körben szimfonikus zenekar kíséri az énekeseket, az előző fordulókban zongorakísérettel adják elő produkciójukat. Bár csak öt énekes jut el a döntőbe, a versenynek mégis tíz díja van (a díjazás rendszere 2000-re alakult ki mai formájára), összege 175 000 amerikai dollár. Az általános versenyben az 1., 2., és 3. díjat ítélik oda. A zarazuelaversenyen belül két díjat adnak át, egyet a női és egyet a férfi nyertes kap. Itt szintén van egy díj, amit a végső verseny közönsége ítél oda egy női és egy férfi énekesnek. Egy énekes akár több díjat is nyerhet. Természetesen fontosabb az anyagi jutalomnál a megkapott díj, szélesebb körű megismerésük és karrierjük beindítása. Az operaigazgatók általában meghívják a verseny nyerteseit intézményükbe.
A világ nagy operaházaiban minden évadban legalább egy Operalia-győztes színpadra lép. Plácido Domingo művészeti irányítása alatt a kiválasztott versenyzőket javaslatokkal és személyre szabott tanácsokkal látják el az esemény egész időtartama alatt. Ám a versenyzés és egy díj esetleges elnyerése is csupán a kezdete a fiatal énekes és az Operalia kapcsolatának. Plácido Domingo mint énekes és a Los Angeles-i és a washingtoni opera (Washingtoni Nemzeti Opera, John F. Kennedy Előadóművészeti Központ) karmestere és művészeti igazgatója, személyesen segíti az Operalián részt vevő énekesek karrierjének előmozdítását.

## Nyertesek
| Név                          | Ország                      | Hangfaj      | Díj                                            | Év és helyszín     |
| ---------------------------- | --------------------------- | ------------ | ---------------------------------------------- | ------------------ |
| Ainhoa Arteta                | Spanyolország               | szoprán      | Díjazott, Közönség-díj                         | 1993 Párizs        |
| Inva Mula Tschako            | Albánia                     | szoprán      | Díjazott                                       | 1993 Párizs        |
| Nina Stemme                  | Svédország                  | mezzoszoprán | Díjazott                                       | 1993 Párizs        |
| Kwangchul Youn               | Dél-Korea                   | basszus      | Díjazott                                       | 1993 Párizs        |
| Simone Alberghini            | Olaszország                 | basszus      | Díjazott                                       | 1994 Mexikóváros   |
| Okszana Arkajeva             | Ukrajna                     | szoprán      | Díjazott                                       | 1994 Mexikóváros   |
| Brian Asawa                  | USA                         | kontratenor  | Díjazott                                       | 1994 Mexikóváros   |
| José Cura                    | Argentína                   | tenor        | Díjazott, Közönség-díj                         | 1994 Mexikóváros   |
| Maria Cecilia Diaz           | Argentína                   | mezzoszoprán | Díjazott                                       | 1994 Mexikóváros   |
| Bruce Fowler                 | USA                         | tenor        | Díjazott                                       | 1994 Mexikóváros   |
| Sung Eun Kim                 | Dél-Korea                   | szoprán      | Díjazott                                       | 1995 Madrid        |
| Miguel Angel Zapater Tapia   | Spanyolország               | basszus      | Díjazott                                       | 1995 Madrid        |
| Elizabeth Futral             | USA                         | szoprán      | Díjazott                                       | 1995 Madrid        |
| Dimitra Teodossziu           | Görögország                 | szoprán      | Díjazott, Közönség-díj                         | 1995 Madrid        |
| Carmen Oprisanu              | Románia                     | mezzoszoprán | Díjazott                                       | 1995 Madrid        |
| Ana María Martínez           | USA                         | szoprán      | Zarzuela-díj                                   | 1995 Madrid        |
| Rafael Rojas                 | Mexikó                      | tenor        | Zarzuela-díj                                   | 1995 Madrid        |
| John Osborn                  | USA                         | tenor        | Díjazott                                       | 1996 Bordeaux      |
| Lynette Tapia                | USA                         | szoprán      | Díjazott, Közönség-díj                         | 1996 Bordeaux      |
| Phyllis Pancella             | USA                         | mezzoszoprán | Díjazott                                       | 1996 Bordeaux      |
| Eric Owens                   | USA                         | basszus      | Díjazott                                       | 1996 Bordeaux      |
| Carlos Moreno                | Spanyolország               | tenor        | Díjazott                                       | 1996 Bordeaux      |
| Vittorio Vitelli             | Olaszország                 | bariton      | Díjazott                                       | 1996 Bordeaux      |
| Nancy Herrera                | Spanyolország               | mezzoszoprán | Zarzuela-díj                                   | 1996 Bordeaux      |
| Oziel Garza-Ornelas          | Mexikó                      | bariton      | Zarzuela-díj                                   | 1996 Bordeaux      |
| Carla Maria Izzo             | Olaszország                 | szoprán      | Díjazott, Közönség-díj                         | 1997 Tokió         |
| Chang Yong Liao              | Kína                        | bariton      | Díjazott                                       | 1997 Tokió         |
| Aquiles Machado              | Venezuela                   | tenor        | Díjazott, Zarzuela-díj                         | 1997 Tokió         |
| Jung Hack Seo                | Dél-Korea                   | bariton      | Díjazott                                       | 1997 Tokió         |
| Xiu Wei Sun                  | Kína                        | szoprán      | Díjazott                                       | 1997 Tokió         |
| Angel Rodriguez Rivero       | Spanyolország               | tenor        | Zarzuela-díj                                   | 1997 Tokió         |
| Erwin Schrott                | Uruguay                     | basszus      | Díjazott, Közönség-díj                         | 1998 Hamburg       |
| Joyce DiDonato               | USA                         | mezzoszoprán | Díjazott                                       | 1998 Hamburg       |
| Ludovic Tezier               | Franciaország               | bariton      | Díjazott                                       | 1998 Hamburg       |
| Mori Maki                    | Japán                       | szoprán      | Díjazott                                       | 1998 Hamburg       |
| Jae Chul Bae                 | Dél-Korea                   | tenor        | Díjazott                                       | 1998 Hamburg       |
| Andión Fernández             | Spanyolország               | szoprán      | Zarzuela-díj                                   | 1998 Hamburg       |
| Carlos Cosias                | Spanyolország               | tenor        | Zarzuela-díj                                   | 1998 Hamburg       |
| Orlin Anasztaszov            | Bulgária                    | basszus      | Díjazott                                       | 1999 San Juan      |
| Giuseppe Filianotti          | Olaszország                 | tenor        | Díjazott                                       | 1999 San Juan      |
| Joseph Calleja               | Málta                       | tenor        | Díjazott                                       | 1999 San Juan      |
| Rolando Villazón             | Mexikó                      | tenor        | Díjazott                                       | 1999 San Juan      |
| Ian de Nolfo                 | USA                         | tenor        | Díjazott                                       | 1999 San Juan      |
| Yali-Marie Williams          | Puerto Rico                 | szoprán      | Díjazott                                       | 1999 San Juan      |
| Mariola Cantarero            | Spanyolország               | szoprán      | Díjazott                                       | 1999 San Juan      |
| Isabel Bayrakdarian          | Kanada                      | szoprán      | 1. díj                                         | 2000 Los Angeles   |
| Ho Huj                       | Kína                        | szoprán      | 2. díj                                         | 2000 Los Angeles   |
| Danil Sztoda                 | Oroszország                 | tenor        | 2. díj                                         | 2000 Los Angeles   |
| Konsztantyin Andrejev        | Ukrajna                     | tenor        | 3. díj, Zarzuela-díj                           | 2000 Los Angeles   |
| Robert Pomakov               | Kanada                      | basszus      | 3. díj                                         | 2000 Los Angeles   |
| Virginia Tola                | Argentína                   | szoprán      | Zarzuela-díj, Közönség-díj, Magán-díj          | 2000 Los Angeles   |
| Andrej Breusz                | Oroszország                 | bariton      | Zarzuela-díj                                   | 2000 Los Angeles   |
| Guang Yang                   | Kína                        | mezzoszoprán | 1. díj                                         | 2001 Washington    |
| Alessandra Rezza             | Olaszország                 | szoprán      | 2. díj                                         | 2001 Washington    |
| Hyoung-Kyoo Kang             | Dél-Korea                   | bariton      | 2. díj                                         | 2001 Washington    |
| Maja Dasuk                   | Oroszország                 | szoprán      | 3. díj                                         | 2001 Washington    |
| Eugenia Garza                | Mexikó                      | szoprán      | Zarzuela-díj                                   | 2001 Washington    |
| Jossie Perez                 | USA                         | mezzoszoprán | Zarzuela-díj                                   | 2001 Washington    |
| Antonio Gandia               | Spanyolország               | tenor        | Zarzuela-díj                                   | 2001 Washington    |
| Valeriano Lanchas            | Kolumbia                    | basszus      | Zarzuela-díj                                   | 2001 Washington    |
| Jelizaveta Martiroszjan      | Grúzia                      | szoprán      | Közönség-díj                                   | 2001 Washington    |
| Lasa Nikabadze               | Grúzia                      | tenor        | CulturArte-díj                                 | 2001 Washington    |
| Carmen Giannattasio          | Olaszország                 | szoprán      | 1. díj, Közönség-díj                           | 2002 Párizs        |
| Jelena Manisztina            | Oroszország                 | mezzoszoprán | 1. díj                                         | 2002 Párizs        |
| John Matz                    | USA                         | tenor        | 2. díj, Zarzuela-díj                           | 2002 Párizs        |
| Stéphane Degout              | Franciaország               | bariton      | 2. díj                                         | 2002 Párizs        |
| Marija Fontos                | Oroszország                 | szoprán      | 3. díj                                         | 2002 Párizs        |
| Anna Kiknadze                | Grúzia                      | szoprán      | Zarzuela-díj                                   | 2002 Párizs        |
| Jae-Hyoung Kim               | Dél-Korea                   | tenor        | Zarzuela-díj                                   | 2002 Párizs        |
| Kate Aldrich                 | USA                         | mezzoszoprán | CulturArte-díj                                 | 2002 Párizs        |
| Adriana Damato               | Olaszország                 | szoprán      | 1. díj                                         | 2003 Boden-tó      |
| Giuseppe Gipali              | Albánia                     | tenor        | 2. díj                                         | 2003 Boden-tó      |
| Israel Lozano                | Spanyolország               | tenor        | 3. díj, Zarzuela-díj, Közönség-díj             | 2003 Boden-tó      |
| Jesus Garcia                 | USA                         | tenor        | 3. díj                                         | 2003 Boden-tó      |
| Jennifer Check               | USA                         | szoprán      | Zarzuela-díj                                   | 2003 Boden-tó      |
| Sabina Puertolas             | Spanyolország               | szoprán      | Zarzuela-díj                                   | 2003 Boden-tó      |
| Mario Cassi                  | Olaszország                 | bariton      | Zarzuela-díj                                   | 2003 Boden-tó      |
| Woo Kyung Kim                | Dél-Korea                   | tenor        | 1. díj                                         | 2004 Los Angeles   |
| Natalija Kovalova            | Ukrajna                     | szoprán      | 2. díj, Közönség-díj                           | 2004 Los Angeles   |
| Dmitrij Voropajev            | Oroszország                 | tenor        | 3. díj                                         | 2004 Los Angeles   |
| Maria Jooste                 | Dél-Afrika                  | szoprán      | 4. díj                                         | 2004 Los Angeles   |
| Vitalij Bilij                | Ukrajna                     | bariton      | 4. díj                                         | 2004 Los Angeles   |
| Dmitrij Korcsak              | Oroszország                 | tenor        | 4. díj, Zarzuela-díj                           | 2004 Los Angeles   |
| Mihail Petrenko              | Oroszország                 | basszus      | 4. díj                                         | 2004 Los Angeles   |
| In-Sung Sim                  | Dél-Korea                   | bariton      | Zarzuela-díj                                   | 2004 Los Angeles   |
| Irina Lungu                  | Oroszország                 | szoprán      | CulturArte-díj                                 | 2004 Los Angeles   |
| Susanna Phillips             | USA                         | szoprán      | 1. díj, Közönség-díj                           | 2005 Madrid        |
| Vaszilij Ladjuk              | Oroszország                 | bariton      | 1. díj                                         | 2005 Madrid        |
| Joseph Kaiser                | Kanada                      | tenor        | 2. díj                                         | 2005 Madrid        |
| Diogenes Randes              | Brazília                    | basszus      | 2. díj                                         | 2005 Madrid        |
| David Menendez Diaz          | Spanyolország               | bariton      | 3. díj                                         | 2005 Madrid        |
| Joshua Langston Hopkins      | Kanada                      | bariton      | 3. díj                                         | 2005 Madrid        |
| Kinga Dobay                  | Németország                 | mezzoszoprán | Zarzuela-díj                                   | 2005 Madrid        |
| Arturo Chacón Cruz           | Mexikó                      | tenor        | Zarzuela-díj, CulturArte-díj                   | 2005 Madrid        |
| Maija Kovalevska             | Lettország                  | szoprán      | 1. díj                                         | 2006 Valencia      |
| David Lomeli                 | Mexikó                      | tenor        | 1. díj, Zarzuela-díj                           | 2006 Valencia      |
| Ailyn Perez                  | USA                         | szoprán      | 2. díj                                         | 2006 Valencia      |
| Sébastien Guèze              | Franciaország               | tenor        | 2. díj, Közönség-díj                           | 2006 Valencia      |
| Maria Teresa Alberola Bañuls | Spanyolország               | szoprán      | 3. díj, Zarzuela-díj, Közönség-díj             | 2006 Valencia      |
| Trevor Scheunemann           | USA                         | bariton      | 3. díj                                         | 2006 Valencia      |
| Karen Vuong                  | USA                         | szoprán      | CulturAarte-díj                                | 2006 Valencia      |
| Jekatyerina Lehina           | Oroszország                 | szoprán      | 1. díj                                         | 2007 Párizs        |
| Tae Joong Yang               | Dél-Korea                   | bariton      | 1. díj                                         | 2007 Párizs        |
| Olga Peretyatko              | Oroszország                 | szoprán      | 2. díj                                         | 2007 Párizs        |
| David Bizic                  | Izrael                      | basszbariton | 2. díj                                         | 2007 Párizs        |
| Dmitro Popov                 | Ukrajna                     | tenor        | 2. díj, a Pasdeloup Zenekar díja               | 2007 Párizs        |
| Lisette Oropesa              | USA                         | szoprán      | 3. díj, Zarzuela-díj                           | 2007 Párizs        |
| Marco Caria                  | Olaszország                 | bariton      | 3. díj, Közönség-díj                           | 2007 Párizs        |
| Aurelio Gabaldon             | USA                         | tenor        | Zarzuela-díj                                   | 2007 Párizs        |
| Rachele Gilmore              | USA                         | szoprán      | Zarzuela-díj                                   | 2007 Párizs        |
| Lisette Oropesa              | USA                         | szoprán      | Zarzuela-díj                                   | 2007 Párizs        |
| Carine Sechehaye             | Svájc                       | mezzoszoprán | Zarzuela-díj                                   | 2007 Párizs        |
| Carmen Solis Gonzalez        | Spanyolország               | szoprán      | CulturArte-díj                                 | 2007 Párizs        |
| María Katzarava              | Mexikó                      | szoprán      | 1. díj, Zarzuela-díj                           | 2008 Québec        |
| Joel Prieto                  | Spanyolország · Puerto Rico | tenor        | 1. díj, Zarzuela-díj, CulturArte-díj           | 2008 Québec        |
| Okszana Kramarjeva           | Ukrajna                     | szoprán      | 2. díj, Közönség-díj                           | 2008 Québec        |
| Thiago Arancam               | Brazília                    | tenor        | 2. díj, Zarzuela-díj, Közönség-díj             | 2008 Québec        |
| Elena Xanthoudakis           | Görögország · Ausztrália    | szoprán      | 3. díj                                         | 2008 Québec        |
| Szemerédy Károly             | Magyarország                | bariton      | 3. díj                                         | 2008 Québec        |
| Ketevan Kemoklidze           | Grúzia                      | mezzoszoprán | Zarzuela-díj                                   | 2008 Québec        |
| Julija Novikova              | Oroszország                 | szoprán      | 1. díj, Közönség-díj                           | 2009 Pécs–Budapest |
| Alekszej Kudrja              | Oroszország                 | tenor        | 1. díj, az Operaház díja                       | 2009 Pécs–Budapest |
| Angel Blue                   | USA                         | szoprán      | 2. díj, Zarzuela-díj                           | 2009 Pécs–Budapest |
| Jordan Bisch                 | USA                         | basszus      | 2. díj                                         | 2009 Pécs–Budapest |
| Dimitriosz Flemotomosz       | Görögország                 | tenor        | 2. díj, Zarzuela-díj, Közönség-díj             | 2009 Pécs–Budapest |
| Auxiliadora Toledano         | Spanyolország               | szoprán      | 3. díj, Budapest város díja                    | 2009 Pécs–Budapest |
| Anita Watson                 | Ausztrália                  | szoprán      | 3. díj                                         | 2009 Pécs–Budapest |
| Kostas Smoriginas            | Litvánia                    | basszbariton | 3. díj, Pécs város díja                        | 2009 Pécs–Budapest |
| Wenwei Zhang                 | Kína                        | basszus      | 3. díj                                         | 2009 Pécs–Budapest |
| Arnold Rutkowski             | Lengyelország               | tenor        | CulturArte-díj                                 | 2009 Pécs–Budapest |
| Szonja Joncseva              | Bulgária                    | szoprán      | 1. díj, CulturArte-díj                         | 2010 Milánó        |
| Stefan Pop                   | Románia                     | tenor        | 1. díj, Közönség-díj                           | 2010 Milánó        |
| Rosa Feola                   | Olaszország                 | szoprán      | 2. díj, Zarzuela-díj, Közönség-díj             | 2010 Milánó        |
| Giordano Lucà                | Olaszország                 | tenor        | 2. díj                                         | 2010 Milánó        |
| Jevgen Orlov                 | Ukrajna                     | basszus      | 2. díj                                         | 2010 Milánó        |
| Dinara Alijeva               | Oroszország                 | szoprán      | 3. díj                                         | 2010 Milánó        |
| Chae Jun Lim                 | Dél-Korea                   | basszus      | 3. díj                                         | 2010 Milánó        |
| Ryan McKinny                 | USA                         | basszbariton | Birgit Nilsson-díj                             | 2010 Milánó        |
| Nathaniel Peake              | USA                         | tenor        | Zarzuela-díj                                   | 2010 Milánó        |
| Pretty Yende                 | Dél-Afrika                  | szoprán      | 1. díj, Pepita Embil Domingo-díj, Közönség-díj | 2011 Moszkva       |
| René Barbera                 | USA                         | tenor        | 1. díj, id. Plácido Domingo-díj, Közönség-díj  | 2011 Moszkva       |
| Olga Busuioc                 | Moldova                     | szoprán      | 2. díj, Pepita Embil Domingo-díj               | 2011 Moszkva       |
| Konsztantyin Susakov         | Oroszország                 | bariton      | 2. díj                                         | 2011 Moszkva       |
| Olga Pudova                  | RUS                         | szoprán      | 3. díj                                         | 2011 Moszkva       |
| Jaesig Lee                   | Dél-Korea                   | tenor        | 3. díj                                         | 2011 Moszkva       |
| Javier Arrey                 | Chile                       | bariton      | CulturArte-díj                                 | 2011 Moszkva       |
| Janai Brugger                | USA                         | szoprán      | 1. díj, Pepita Embil Domingo-díj, Közönség-díj | 2012 Peking        |
| Anthony Roth Costanzo        | USA                         | kontratenor  | 1. díj                                         | 2012 Peking        |
| Amartuvshin                  | Mongólia                    | bariton      | 1. díj                                         | 2012 Peking        |
| Guanqun Yu                   | USA                         | szoprán      | 2. díj                                         | 2012 Peking        |
| Brian Jagde                  | USA                         | tenor        | 2. díj, Birgit Nilsson-díj                     | 2012 Peking        |
| Yunpeng Wang                 | USA                         | bariton      | 2. díj, id. Plácido Domingo-díj, Közönség-díj  | 2012 Peking        |
| Nagyezsda Karjazina          | Oroszország                 | mezzoszoprán | 3. díj                                         | 2012 Peking        |
| Roman Burdenko               | Oroszország                 | bariton      | 3. díj                                         | 2012 Peking        |
| Antonio Poli                 | Olaszország                 | tenor        | CulturArte-díj                                 | 2012 Peking        |
| Aida Garifullina             | RUS                         | szoprán      | 1. díj,                                        | 2013 Verona        |
| Ao Li                        | Kína                        | basszbariton | 1. díj                                         | 2013 Verona        |
| Julie Fuchs                  | FRA                         | szoprán      | 2. díj                                         | 2013 Verona        |
| Simone Piazzola              | ITA                         | bariton      | 2. díj, Közönség-díj                           | 2013 Verona        |
| Kathryn Lewek                | USA                         | szoprán      | 3. díj, Közönség-díj                           | 2013 Verona        |
| Zach Borichevsky             | USA                         | tenor        | 3. díj                                         | 2013 Verona        |
| Hae Ji Chang                 | Dél-Korea                   | szoprán      | Pepita Embil Domingo-díj                       | 2013 Verona        |
| Benjamin Bliss               | USA                         | tenor        | id. Plácido Domingo-díj                        | 2013 Verona        |
| Vladimir Dmitruk             | BLR                         | tenor        | CulturArte-díj                                 | 2013 Verona        |
| Claudia Huckle               | UK                          | alt          | Birgit Nilsson-díj                             | 2013 Verona        |
| Tracy Cox                    | USA                         | szoprán      | Birgit Nilsson-díj                             | 2013 Verona        |
| Mario Chang                  | Guatemala                   | tenor        | 1. díj, Közönség-síj, Zarzuela-díj             | 2014 Los Angeles   |
| Anaïs Constans               | Franciaország               | szoprán      | 1. díj                                         | 2014 Los Angeles   |
| Joshua Guerrero              | USA · Mexikó                | tenor        | 2. díj                                         | 2014 Los Angeles   |
| John Holiday                 | USA                         | kontratenor  | 3. díj                                         | 2014 Los Angeles   |
| Andrey Nemzer                | Oroszország                 | kontratenor  | 3. díj                                         | 2014 Los Angeles   |
| Mariangela Sicilia           | Olaszország                 | szoprán      | 3. díj                                         | 2014 Los Angeles   |
| Rachel Willis-Sørensen       | USA                         | szoprán      | 1. díj, Zarzuela-díj, Birgit Nilsson-díj       | 2014 Los Angeles   |
| Amanda Woodbury              | USA                         | szoprán      | 2. díj, Közönség-díj                           | 2014 Los Angeles   |